# Kanton Saint-Just-en-Chaussée
Saint-Just-en-Chaussée is een kanton van het Franse departement Oise. Het kanton maakt deel uit van de arrondissement Clermont (64) en Beauvais (20).

## Gemeenten
Het kanton Saint-Just-en-Chaussée omvatte tot 2014 de volgende 29 gemeenten:
- Angivillers
- Brunvillers-la-Motte
- Catillon-Fumechon
- Cernoy
- Cressonsacq
- Cuignières
- Erquinvillers
- Essuiles
- Fournival
- Gannes
- Grandvillers-aux-Bois
- La Neuville-Roy
- Lieuvillers
- Le Mesnil-sur-Bulles
- Montiers
- Moyenneville
- Noroy
- Nourard-le-Franc
- Plainval
- Le Plessier-sur-Bulles
- Le Plessier-sur-Saint-Just
- Pronleroy
- Quinquempoix
- Ravenel
- Rouvillers
- Saint-Just-en-Chaussée (hoofdplaats)
- Saint-Remy-en-l'Eau
- Valescourt
- Wavignies

De kantons van Oise werden heringedeeld bij decreet van 20 februari 2014 met uitwerking in maart 2015.
Sindsdien omvat het kanton volgende 84 gemeenten : 
- Abbeville-Saint-Lucien
- Airion
- Angivillers
- Ansauvillers
- Auchy-la-Montagne
- Avrechy
- Bacouël
- Beauvoir
- Blancfossé
- Bonneuil-les-Eaux
- Bonvillers
- Breteuil
- Broyes
- Brunvillers-la-Motte
- Bucamps
- Bulles
- Campremy
- Catheux
- Catillon-Fumechon
- Chepoix
- Choqueuse-les-Bénards
- Conteville
- Cormeilles
- Crèvecœur-le-Grand
- Le Crocq
- Croissy-sur-Celle
- Cuignières
- Doméliers
- Erquinvillers
- Esquennoy
- Essuiles
- Fléchy
- Fontaine-Bonneleau
- Fournival
- Francastel
- Froissy
- Le Gallet
- Gannes
- Gouy-les-Groseillers
- Hardivillers
- La Hérelle
- Lachaussée-du-Bois-d'Écu
- Lieuvillers
- Luchy
- Maisoncelle-Tuilerie
- Maulers
- Le Mesnil-Saint-Firmin
- Le Mesnil-sur-Bulles
- Montreuil-sur-Brêche
- Mory-Montcrux
- Muidorge
- La Neuville-Saint-Pierre
- Noirémont
- Noroy
- Nourard-le-Franc
- Noyers-Saint-Martin
- Oursel-Maison
- Paillart
- Plainval
- Plainville
- Le Plessier-sur-Bulles
- Le Plessier-sur-Saint-Just
- Puits-la-Vallée
- Le Quesnel-Aubry
- Quinquempoix
- Ravenel
- Reuil-sur-Brêche
- Rocquencourt
- Rotangy
- Rouvroy-les-Merles
- Saint-André-Farivillers
- Saint-Just-en-Chaussée
- Saint-Remy-en-l'Eau
- Sainte-Eusoye
- Le Saulchoy
- Sérévillers
- Tartigny
- Thieux
- Troussencourt
- Valescourt
- Vendeuil-Caply
- Viefvillers
- Villers-Vicomte
- Wavignies